# Can’t Stop (Lied)
Can’t Stop ist ein Lied der US-amerikanischen Rockband Red Hot Chili Peppers aus dem 2002 erschienenen Album By the Way. Es ist der siebte Titel des Albums und wurde am 24. Januar 2003 als dritte Single veröffentlicht.

## Musik
Das Lied steht in einem 4/4 Takt und wurde in den Tonarten E-Moll und G-Dur geschrieben. Prägend für die gesamte Struktur ist Frusciantes Hauptriff, in welchem sich klar der Einfluss von Funk abzeichnet. Im Refrain wiederum wird das repetitive Riff der Strophe durch das Spielen von ganzen Akkorden aufgelöst. Nach jeweils zwei Strophen und Refrains sowie der darauf folgenden Bridge, nutzt Frusciante im Solo exzessiv sogenannte Bendings, welche mit einem Fuzz-Effekt verzerrt werden.
Der Betonung der Wörter ist das perfekte Beispiel dafür, wie die Red Hot Chili Peppers den Liedtext als rhythmische Einheit behandeln und Kiedis Rap mit Rock verbindet.

## Musikvideo
Für das Musikvideo der Single hat sich Regisseur Mark Romanek von Erwin Wurm inspirieren lassen. Im Musikvideo ist zu sehen, wie die Bandmitglieder scheinbar zusammenhangslose oder abstrakte Tätigkeiten durchführen und man orientiert sich nach den Farben Orange/Weiß bzw. Silber.
Zu Beginn des Videos bewegt sich die Kamera durch einen gelben Schlauch, bis das Intro des Songs endet. Danach joggen die vier Bandmitglieder mit jeweils einer am Rücken befestigten Lampe durch eine Halle. Zwischen den Szenen, in welchen die Band zusammen auf einer transparenten Bühne spielt, führen die Musiker ihre zufälligen Tätigkeiten mit bestimmten Objekten aus. Dazu gehören z. B. das Singen in Mülltonnen, die Verwendung eines Campingzeltes als Kleidungsstück oder das Tanzen mit einem Eimer auf dem Kopf.
In bestimmten Szenen des Videos kann man erkennen, wie Frusciante auf einer orangefarbenen Fender Toronado und einer silberfarbenen Fender Custom Shop Stratocaster spielt, obwohl er sonst dafür bekannt ist, ausschließlich Vintage-Gitarren zu verwenden. In einem Interview erklärte er jedoch später, die Gitarren seien lediglich aufgrund ihrer Farbe genutzt, um sie somit besser in das Gesamtbild des Videos zu integrieren.

## Titelliste
CD-Single 1
1. „Can’t Stop“ (John Frusciante single mix) – 4:29
2. „If You Have To Ask“ (live)
3. „Christchurch Fireworks Music“ (live)

CD-Single 2
1. „Can’t Stop“ (John Frusciante single mix) – 4:29
2. „Right on Time“ (live)
3. „Nothing to Lose“ (live) – 12:58

CD-Single 3
1. „Can’t Stop“ (John Frusciante single mix) – 4:29
2. „Christchurch Fireworks Music“ (live) – 5:42

7"-Single (2003)
1. „Can’t Stop“ (John Frusciante single mix) – 4:29
2. „Christchurch Fireworks Music“ (live) – 5:43

## Besetzung
Red Hot Chili Peppers
- Anthony Kiedis – Hauptgesang
- John Frusciante – E-Gitarre, Begleitgesang und Händeklatschen
- Flea – E-Bass
- Chad Smith – Schlagzeug und Händeklatschen

## Kommerzieller Erfolg

### Chartplatzierungen
| ChartsChartplatzierungen       | Höchstplatzierung | Wochen |
| ------------------------------ | ----------------- | ------ |
| Deutschland (GfK)              | 48 (13 Wo.)       | 13     |
| Österreich (Ö3)                | 65 (6 Wo.)        | 6      |
| Schweiz (IFPI)                 | 39 (11 Wo.)       | 11     |
| Vereinigte Staaten (Billboard) | 57 (20 Wo.)       | 20     |
| Vereinigtes Königreich (OCC)   | 22 (6 Wo.)        | 6      |

### Auszeichnungen für Musikverkäufe
| Land/Region                  | Auszeichnungen für Musikverkäufe (Land/Region, Auszeichnung, Verkäufe) | Verkäufe  |
| ---------------------------- | ---------------------------------------------------------------------- | --------- |
| Dänemark (IFPI)              | Platin                                                                 | 90.000    |
| Deutschland (BVMI)           | Platin                                                                 | 600.000   |
| Italien (FIMI)               | Platin                                                                 | 50.000    |
| Neuseeland (RMNZ)            | 5× Platin                                                              | 150.000   |
| Portugal (AFP)               | 3× Platin                                                              | 30.000    |
| Spanien (Promusicae)         | Platin                                                                 | 60.000    |
| Vereinigte Staaten (RIAA)    | 3× Platin                                                              | 3.000.000 |
| Vereinigtes Königreich (BPI) | 4× Platin                                                              | 2.400.000 |
| Insgesamt                    | 19× Platin ·                                                           | 6.380.000 |

Hauptartikel: Red Hot Chili Peppers/Auszeichnungen für Musikverkäufe

## Sonstiges
- Das Lied wurde unter anderem von dem Boxer Wladimir Klitschko als Einlaufhymne verwendet.
- Prädestiniert durch das energetische Gitarren-Riff stellt Can’t Stop fast immer den Show-Opener bei Livekonzerten der Red Hot Chili Peppers dar.[14]